# Gymnophora parva
Gymnophora parva är en tvåvingeart som beskrevs av Brown 1998. Gymnophora parva ingår i släktet Gymnophora och familjen puckelflugor. Inga underarter finns listade i Catalogue of Life.